# Listă de filme sovietice din 1979
- Filme sovietice din: 1978 — 1979 — 1980

Aceasta este o listă de filme produse în Uniunea Sovietică în 1979.
| Titlu                                 | Titlu original                                     | Regizor              | Distribuție | Gen               | Note        |
| ------------------------------------- | -------------------------------------------------- | -------------------- | ----------- | ----------------- | ----------- |
| 1979                                  |                                                    |                      |             |                   |             |
| Echipajul                             | Экипаж                                             | Alexander Mitta      |             | acțiune, dramatic |             |
| Allegro s ognyom                      | Аллегро с огнём                                    | Vladimir Strelkov    |             | război, dramatic  |             |
| Autumn Marathon                       | Осенний марафон                                    | Georgi Daneliya      |             | comedie           |             |
| The Bodyguard                         | Телохранитель                                      | Ali Khamraev         |             | Eastern           |             |
| Little Tragedies                      | Маленькие трагедии                                 | Mikhail Shveytser    |             |                   |             |
| Locul întâlnirii nu poate fi schimbat | Место встречи изменить нельзя                      | Stanislav Govorukhin |             | polițist          |             |
| Moscova nu crede în lacrimi           | Москва слезам не верит                             | Vladimir Menshov     |             | dramatic          |             |
| Pirații secolului XX                  | Пираты XX века, Piraty XX veka                     | Boris Durov          |             | acțiune           | [ 1 ] [ 2 ] |
| Siberiada                             | Сибириада                                          | Andrei Konchalovsky  |             | dramatic          |             |
| Călăuza                               | Сталкер                                            | Andrei Tarkovsky     |             | film SF           |             |
| Takeoff                               | Взлёт                                              | Savva Kulish         |             | dramatic          |             |
| Tale of Tales                         | Сказка сказок                                      | Yuriy Norshteyn      |             | animație          |             |
| Very Blue Beard                       | Очень синяя борода                                 | Vladimir Samsonov    |             | animație          |             |
| A Woman That Sings                    | Женщина, которая поёт, Zhenshchina, kotoraya poyot | Aleksandr Orlov      |             | muzical           |             |

## Legături externe
- Filme sovietice din 1979 la Internet Movie Database